# Écretteville-sur-Mer
Écretteville-sur-Mer is een gemeente in het Franse departement Seine-Maritime (regio Normandië) en telt 93 inwoners (1999). De plaats maakt deel uit van het arrondissement Le Havre.

## Geografie
De oppervlakte van Écretteville-sur-Mer bedraagt 1,9 km², de bevolkingsdichtheid is 48,9 inwoners per km².
De onderstaande kaart toont de ligging van Écretteville-sur-Mer met de belangrijkste infrastructuur en aangrenzende gemeenten.

## Demografie
Onderstaande figuur toont het verloop van het inwonertal (bron: INSEE-tellingen).